# Čaková
Čaková község Csehországban, a Bruntáli járásban. Čaková Široká Niva, Zátor, Nové Heřminovy, Brantice és Krasov településekkel határos. Lakosainak száma 329 fő (2024. január 1.).

## Népesség
A település lakosságának változását az alábbi diagram mutatja:
| Lakosok száma | 663  | 746  | 634  | 413  | 343  | 294  | 301  | 302  | 316  | 329  |
|               | 1869 | 1890 | 1921 | 1950 | 1980 | 2001 | 2017 | 2019 | 2022 | 2024 |